# توني روثمان
توني روثمان (بالإنجليزية: Tony Rothman)‏ (24 أبريل 1953 في الولايات المتحدة)؛ أستاذ جامعي، فيزيائي، كاتب وروائي أمريكي.